# New Market (Virgínia)
New Market é uma cidade  localizada no estado norte-americano de Virginia, no Condado de Shenandoah.

## Demografia
Segundo o censo norte-americano de 2000, a sua população era de 1637 habitantes.
Em 2006, foi estimada uma população de 1847, um aumento de 210 (12.8%).

## Geografia
De acordo com o United States Census Bureau tem uma área de
5,2 km², dos quais 5,2 km² cobertos por terra e 0,0 km² cobertos por água. New Market localiza-se a aproximadamente 316 m acima do nível do mar.

## Localidades na vizinhança
O diagrama seguinte representa as localidades num raio de 20 km ao redor de New Market.